# 627 Charis
627 Charis је астероид главног астероидног појаса са пречником од приближно 48,51 .
Афел астероида је на удаљености од 3,076 астрономских јединица (АЈ) од Сунца, а перихел на 2,721 АЈ.
Ексцентрицитет орбите износи 0,061, инклинација (нагиб) орбите у односу на раван еклиптике 6,477 степени, а орбитални период износи 1802,853 дана (4,935 године).
Апсолутна магнитуда астероида је 9,95 а геометријски албедо 0,078.
Астероид је откривен 4. марта 1907. године.